# Arterie freniche superiori
Le arterie freniche superiori sono rami dell'aorta toracica che vascolarizzano la faccia superiore del muscolo diaframma. Sono rami parietali e pari.